# Lenus

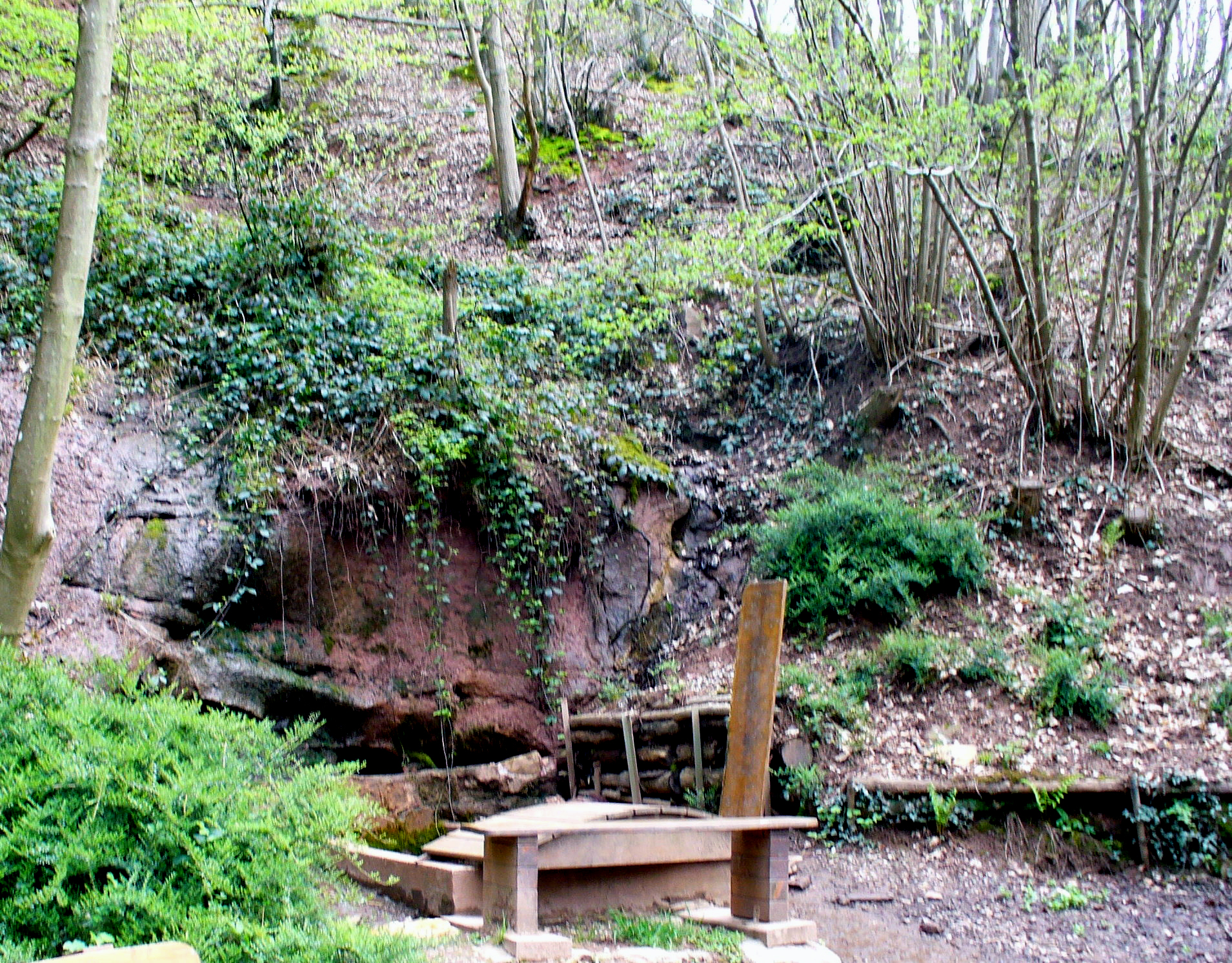
De bron die aan Lenus Mars is gewijd nabij de tempel ‘Am Irminenwingert’ die op Trier uitkijkt.

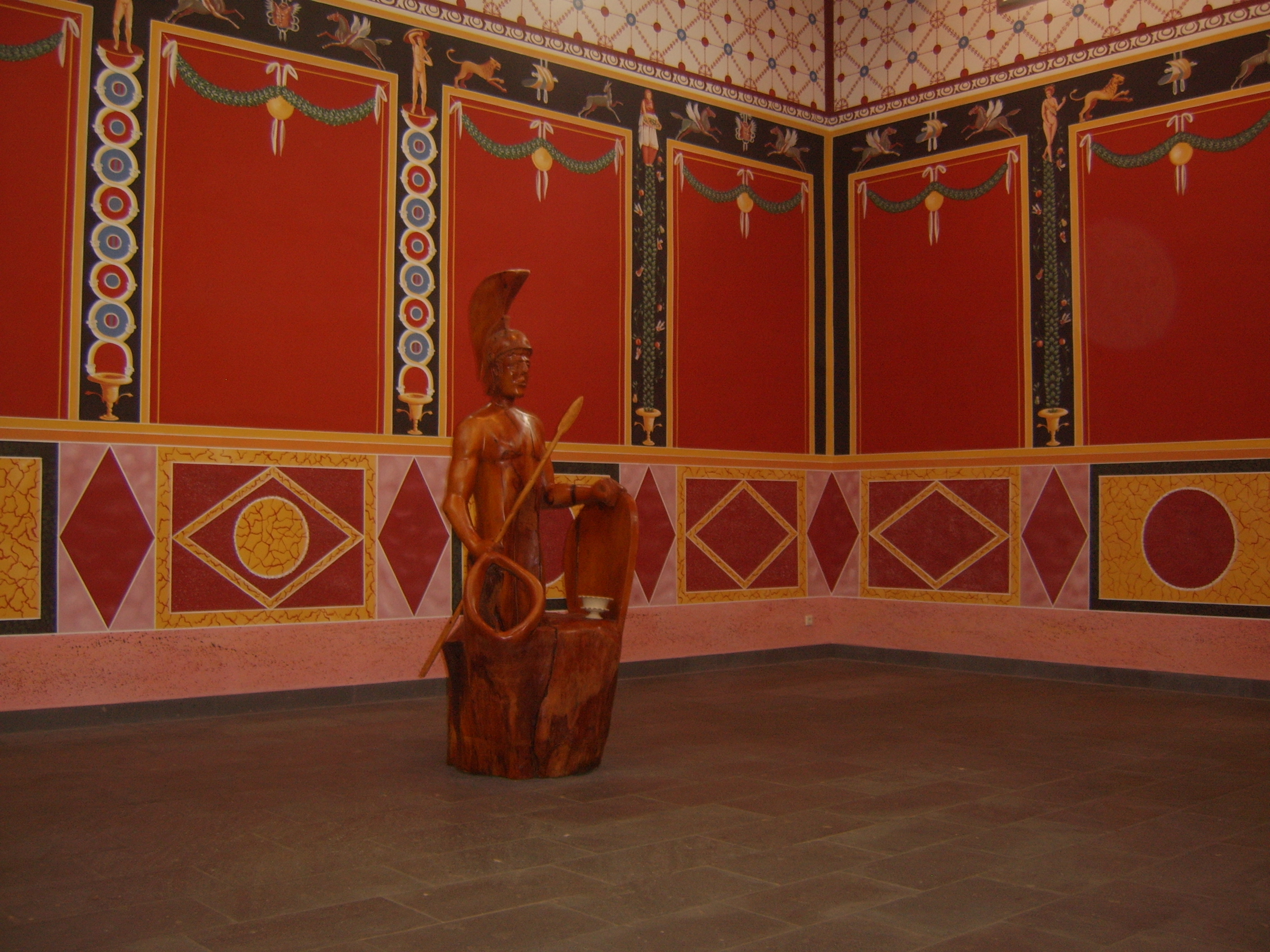
Interieur van de gereconstrueerde tempel op de Martberg, met cultusbeeld van Lenus Mars.

Lenus was een Keltische godin van de geneeskunde die vooral in oostelijk Gallië werd vereerd, waar zij in de Gallo-Romeinse periode bijna altijd werd gelijkgesteld met de Romeinse god Mars. Het was een belangrijke godheid van de Treveristam, die grote heiligdommen had bij geneeskrachtige bronnen in Trier en de Martberg bij Pommern.

## Archeologische aanwijzingen
Op een inscriptie bij Virton staat het epitheton Exsobinus vermeld.
Twee dedicaties aan haar gericht zijn ook uit het Zuidwesten van Britannia bekend (resp. Chedworth en Caerwent). Edith Wightman
kenmerkt deze godheid als "een van de beste voorbeelden van een Teutates, of volksgod, die gelijk werd gesteld met Mars als beschermer van de stam in de strijd, maar ook [...] brenger van gezondheid en algemeen welzijn"(p. 211).
Een inscriptie uit Kaul in Luxembourg lijkt Lenus Mars aan te roepen als ‘Veraudunus’ samen met de Keltische godin Inciona.
In Britannia zou de godin Lenus Mars kunnen zijn gelijkgesteld aan Ocelus Vellaunus, volgens een aanwijzing in een inscriptie op de sokkel van een beeld:
DEO MARTI LENO SIVE OCELO VELLAVN ET NVM AVG M NONIVS ROMANVS OB IMMVNITAT COLLEGNI D D S D GLABRIONE ET HOMVLO COS X K SEPT
Aan de god Mars Lenus of Ocelus Vellaunus en aan de Numen van de Augustus, wijdde M. Monius Romanus dit toe uit privilege van het college tijdens het consulschap van Glabrio en Homulus tien dagen voor de Calendae van September.

## Cultusplaats
Het heiligdom ‘Am Irminenwingert’ in Trier bestond uit een grote tempel, baden, kleinere schrijnen en een theater. Het complex op de Martberg bevatte eveneens een grote variatie aan gebouwen, met waarschijnlijk ook nog kamers. Ondanks haar associaties met genezing wordt Lenus Mars klassiek voorgesteld als een strijder met Korinthische helm, speer en schild, zoals te zien op een bronzen beeldje afkomstig van de Martberg.

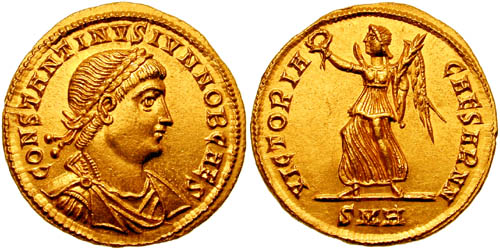
Gouden munt van Constantijn II met afbeelding van Victoria op de keerzijde.

## Naam
Haar naam komt meestal onder de vorm 'Lenus Mars' voor, eerder dan 'Mars Lenus' zoals men zou mogen verwachten uit de formulering van de meeste andere gesynchretiseerde Keltische godennamen. In bijna alle aangetroffen inscripties wordt dus eerst de Keltische naam genoemd, wat ongewoon is. Dit zou er kunnen op wijzen dat het een belangrijke godheid betreft. Men is het er dan ook over eens dat het om een stamgodin van de Treveri ging. In Trier waren ook de godin Ancamna en de Romeinse godin Victoria de goddelijke gezellinnen van Lenus Mars, evenals de Xulsigiae, die mogelijk waternimfen zijn.
Lenus als Keltische godin van de Treveri werd niet als enige met Mars gelijkgesteld. Ook andere godheden, zoals Iovantucarus (blijkbaar een jeugdbeschermgodheid), Intarabus, Camulos, en Loucetios werden met Mars geassocieerd, en misschien bij uitbreiding, met Lenus. De naam komt occasioneel ook als 'Mars Laenus' voor. De meer gangbare vorm van 'Lenus Mars' verschijnt samen met de epithetons Arterancus en Exsobinus elk in een eigen inscriptie.

## Etymologie
De naam 'Lenus', Gallisch 'Lenos', heeft geen zekere herkomst. Garrett S. Olmsted ziet de mogelijkheid dat hij van het Indogermaanse *plenos zou voortkomen, waarbij het dan normalerwijze in het Keltisch *linos zou zijn. In dat geval zou de naam samenhangen met "schutting, vulling" of waarschijnlijker met "stoot, slag", wat met het krijgsaspect zou overeenkomen. Een andere vertaling luidt "verwonder" of "kwetser", maar het zou ook een verband met "jeugd" geven. Daarentegen zou het volgens Helmut Birkhan van het Oudiers lían komen, eventueel ontleend aan het Lat. 'lenis', wat zacht en mild betekent.
De bijnaam Exsobinus is eveneens onduidelijk. Men vermoedt "die zonder vrees is" van het gall. *exs-ob(i)nos en "die toeslaat en verwondt" van het gall. nexso- (wond) en bi-na- (slag). Beide zouden duiden op een krijgsfunctie van Lenus.